# Symphonie no 2 de Hovhaness
Mysterious Mountain
Pour les articles homonymes, voir Symphonie no 2.
La Symphonie no 2 « Mysterious Mountain », Op. 132 est la seconde symphonie du compositeur américain Alan Hovhaness. La pièce a été composée en 1955 à la demande de Leopold Stokowski et de l'Orchestre symphonique de Houston et créée par ces interprètes à la télévision de la NBC le 31 octobre 1955.

## Structure
1. Andante con moto
2. Double Fugue (Moderato maestoso, allegro vivo)
3. Andante espressivo

L'œuvre associe des éléments de consonance et dissonance de la musique occidentale, des échelles pentatoniques et une polyphonie qui rappelle la musique de la Renaissance.

## Orchestration
| Instrumentation de la seconde symphonie                                                           |
| Cordes                                                                                            |
| premiers violons, seconds violons, altos, violoncelles, contrebasses, 1 harpe                     |
| Bois                                                                                              |
| 3 flûtes, 2 hautbois, 1 cor anglais, 2 clarinettes, 1 clarinette basse, 2 bassons, 1 contrebasson |
| Cuivres                                                                                           |
| 5 cors, 3 trompettes, 3 trombones, 1 tuba                                                         |
| Percussions                                                                                       |
| timbales 1 célesta                                                                                |

## Discographie partielle
- 1958: Hovhaness: Mysterious Mountain, joué par l'Orchestre symphonique de Chicago, Fritz Reiner (dir.) - RCA Records.
- 1994: Hovhaness, A.: Symphony No. 2 , "Mysterious Mountain" / Prayer of St. Gregory / And God Created Great Whales, joué par l'Orchestre symphonique de Seattle, Gerard Schwarz (dir.) - Delos Productions (en).
- 1997: The Five Sacred Trees/ Tree Line / Symphony No. 2, Op. 132 "Mysterious Mountain" / Old and Lost Rivers, joué par l'Orchestre symphonique de Londres, John Williams (dir.) - Sony Classical Records (en).
- 2003: Alan Hovhaness: Mysterious Mountains, joué par l'Orchestre philharmonique royal de Liverpool, Gerard Schwarz (dir.) - Telarc[1].

## Source de la traduction
- (nl)/(en) Cet article est partiellement ou en totalité issu des articles intitulés en néerlandais « Symfonie nr. 2 (Hovhaness) » (voir la liste des auteurs) et en anglais « Symphony No. 2 (Hovhaness) » (voir la liste des auteurs).